# Prohibido olvidar
 (janvier 2025).
- Si vous ne connaissez pas le sujet, laissez ce bandeau (vous pouvez alors contacter les auteurs).
- Si vous supprimez le contenu mis en cause (vous pouvez préalablement contacter les auteurs),

argumentez précisément cette suppression dans la page de discussion
(un manque de référence n'est pas un argument ; une recherche réelle de référence doit avoir été effectuée, être formellement documentée).
Prohibido olvidar (Interdiction d'oublier) est une chanson de salsa en espagnol du chanteur panaméen Rubén Blades, piste 7 de l'album Caminando avec le groupe Seis del Solar, publié chez Sony. Elle figure aussi sur un des best of de l'artiste, Una decada.
La chanson énumère tout ce qu'ils (la chanson ne dit pas vraiment qui sont ces "ils") ont interdit :
l'école,
l'université,
les garanties et la finalité de la constitution,
les sciences (sauf la science militaire),
le droit de se plaindre,
de poser des questions,
d'espérer des réponses,
de vouloir,
de discuter,
la réalité,
la liberté de la presse,
la liberté d'opinion,
l'intelligence (par décret spécial),
le droit de grève,
l'augmentation des salaires,
la critique de l'état,
de rire des blagues sur le triste gouvernement,
le développement du futur national,
les commentaires sans visa officiel,
la révolte contre la médiocrité,
les élections,
l'espoir populaire,
la conscience.
Le chanteur demande à ses frères de se servir de leur tête, sinon un autre s'en servira à leur place, de croire à leur drapeau, à la liberté, et leur interdit d'oublier.
Pour tous les pauvres des pays où le mal contrôle tout, où les civils aiment la corruption, qu'on a aliéné par la drogue parce qu'un esprit faible perd sa raison, dont l'idée de libération est tuée par la violence, qui voient la justice réduite par la volonté du riche ou par ordre militaire, il énonce ceci :
- "Chaque nation dépend du cœur de son peuple"

et aussi :
- "Si un pays ne se vend pas, personne ne peut l'acheter."

et ajoute pour conclure : « N'oublie pas ! »
S'il n'est pas nommé, ces propos visent le général panaméen Manuel Noriega, mais ils s'appliquent aux autres dictateurs d'Amérique Latine (Pinochet au Chili, ...) et d'ailleurs,.
Sur ce titre, le pianiste n'est autre qu'Oscar Hernandez, qui improvise un assez long solo au milieu du morceau.
Le groupe de flamenco Echegaray a enregistré une reprise sur l'album Echegaray en 2003 (écouter).
Che Sudaka l'ont également joué en concert.
Les mexicains Skool 77 & Akil Ammar ont eux enregistré un rap samplant la musique sur l'album Hip Hop Revolución, Vol. 3 de Skool 77 (vidéo).
Ricardo Montaner chante aussi une chanson qui a le même titre, mais qui est totalement différente.